# Sierra de San Pedro
Sierra de San Pedro är en bergskedja i Spanien. Den ligger i den centrala delen av landet, 270 km sydväst om huvudstaden Madrid.